# Tesis (película)
Tesis es una película española de suspense, del 1996, escrita y dirigida por Alejandro Amenábar y protagonizada por Ana Torrent, Fele Martínez y Eduardo Noriega. Es el primer largometraje de Amenábar. Su distribuidora es United Universal Pictures y CIA.S.R.C y la película del 1996 está basada en el guion original de Amenábar sobre un asesinato en una universidad. 
Tesis se estrenó en la sección Panorama del Festival de Berlín y ganó el Premio del Público del Festival de Annecy.
Con un notable éxito de crítica y público, la película marcó el inicio de uno de los más exitosos directores del cine español. Obtuvo varios premios, entre ellos el Premio Goya a la mejor película, mejor guion original y mejor director novel.

## Sinopsis
Ángela estudia Imagen y Sonido en la Universidad Complutense de Madrid, y está preparando una tesis doctoral sobre la violencia en el mundo audiovisual. Chema, un compañero de su misma clase, también está interesado en las imágenes violentas, especialmente en el cine cine gore. Ángela le pide ayuda para su tesis y Chema acepta. Él la invita a su casa para documentarse con su colección de películas y entre ellos empieza una amistad que transcurre a lo largo de la película.
Como complemento para su trabajo, el director de tesis de Ángela, Figueroa, se compromete a conseguir material violento de la videoteca de la facultad para su alumna. Al día siguiente de buscar los videos, Ángela halla a Figueroa muerto de un infarto en la sala de proyección. La estudiante roba el casete del video que le provocó al profesor el infarto y se lo enseña a Chema. La cinta de la escena del crimen resultó ser una snuff movie sobre un caso real de una exalumna de la facultad, aparece la chica torturada y asesinada.
A partir de ahí, Ángela y Chema se ven involucrados en el asesinato e intentan descubrir al culpable. Siguiendo las pistas llegan a un sospechoso: Bosco. 
Bosco, además de tener la misma cámara con la que grabaron la película snuff del asesinato (Xt-500), era amigo íntimo de la víctima.

## Reparto
- Ana Torrent como Ángela Márquez.
- Fele Martínez como Chema.
- Eduardo Noriega como Bosco Herranz.
- Xabier Elorriaga como Jorge Castro.
- Miguel Picazo como Figueroa.
- Nieves Herranz como Sena Márquez.
- Teresa Castanedo como presentadora de TV.
- Julio Vélez como encargado de tren.
- José Luis Cuerda como Profesor 1.º.
- Emiliano Otegui como Profesor 2.º.

## Producción

### Inicios
El inicio del cine de suspense en la vida del director, le viene a Amenábar desde bien pequeño. Al volver de la escuela no salía mucho a jugar, su manera de ser introvertida hizo que leyese abundantes libros de misterio y de ahí que sacase muchas ideas para guiones como el de Tesis.
Durante su infancia también admiraba el cine de terror, como fuente de inspiración para sus futuros trabajos, el director recurrió a películas como Al final de la escalera (1980), Retrato de un asesino (1986) y otros clásicos del thriller americano.
Gracias a estas influencias, rodó su primer corto con 19 años de edad.  

### Origen del proyecto
A lo largo de su carrera universitaria, Alejandro Amenábar ha trabajado en varios cortometrajes de manera independiente. Durante su curso de Imagen y Sonido en la Universidad Complutense de Madrid, ha creado cortos de la talla de La Cabeza (1991), La extraña obsesión del Doctor Morbius (1992) y Luna (1994).
Amenábar no terminó la carrera pero hizo llegar algunos de sus cortos a agencias y concursos. En concreto Himenóptero (1992), llegó a manos de José Luis Cuerda quien se encargó sobre todo de buscar financiación para Tesis y futuras películas. A Cuerda (el productor ejecutivo) le llamó la atención el guion y la música del corto, ambos originales. Desde los 17 años, Amenábar ya tenía clara su profesión y manejaba la cámara desde mucho antes de entrar a la universidad. Escribía sus propios guiones, dirigía y montaba sus películas con muy poca ayuda externa.
Con el apoyo de Cuerda, Alejandro Amenábar comenzó a grabar Tesis en su último año de carrera. Con pocos años, escribió junto con el director Mateo Gil el guion de Tesis y se inició como productor asociado y director en su primer largometraje.

### Rodaje
Gran parte de la película se rodó en la Facultad de Ciencias de la Información de la Universidad Complutense de Madrid en la que estudiaba Amenábar. El rodaje se realizó en el mes de agosto de 1995, cuando estas instalaciones quedaban vacías. El chalet que se utilizó como residencia del personaje Bosco Herranz, habría sido alquilado al médico asturiano Ángel Sopeña Quesada, en el acaudalado barrio de Puerta de Hierro. La mayoría de Tesis muestra una ciudad madrileña en los años noventa.
En total se rodaron 25.000 planos de los que finalmente se usaron 3.200. En ellos, la proporción de las tomas era de 5:1.
El personaje de Jorge Castro, interpretado por el actor Xabier Elorriaga, está inspirado en un profesor con el mismo nombre que impartía la asignatura de Realización en la Facultad de Ciencias de la Información. Amenábar nunca llegó a aprobar esta asignatura en concreto porque, según asegura el profesor, nunca llegó a presentarse a sus exámenes.
A lo largo del largometraje, Amenábar y el director de fotografía (Hans Burmann) usaron técnicas de grabación implícitas que ha comentado en diversas entrevistas. Una de ellas por ejemplo es el hecho de no enseñar escenas macabras o violentas explícitamente sino que, lo que hace el director durante el rodaje de Tesis es ocultar escenas como las del accidente de tren para que el propio espectador de la película se pueda imaginar el desastre y no lo vea directamente. Para ello juega con las luces, sombras y sobre todo con efectos sonoros.
En una crítica cinematográfica de la web Cinemagavia, describen este fenómeno: 'Desde la butaca, el espectador desea ver alguna imagen que le obligue a taparse los ojos. No obstante, Amenábar traza con gran destreza el recorrido del film y solo hacen falta las expresiones de Ángela y la imaginación del espectador para conseguir los ingredientes de este gran thriller psicológico.'
Otra técnica recurrente de Alejandro Amenábar a lo largo de Tesis es incluir referencias intertextuales y cameos en sus escenas. A lo largo del filme, Amenábar ha hecho varias referencias a sus propias obras o a otras películas de culto. Por ejemplo, Himenóptero es el tercer cortometraje del director y a lo largo de la película Tesis lo referencia en múltiples ocasiones.
En primer lugar, el personaje de Bosco de Eduardo Noriega, lleva el nombre del protagonista de Himenóptero (1992).
Himenóptero también sirvió de gran inspiración en Tesis para la temática de grabaciones violentas. Ambas obras de Amenábar comparten un enfoque parecido y hacen referencia principalmente al cine gore. 
El director afirmó: Más tarde comprendí que algunos aspectos del personaje de Himenóptero se podían trasladar a Tesis, tal y como hice en Los Otros, donde algún guiño proviene de aquella. La estancia durante un verano con Himenóptero nos sirvió para explorar movimientos de cámara, especialmente lo que implicaba jugar con ella en mano, aunque yo descuidé bastante la interpretación'.
Amenábar utiliza a su vez la técnica de los cameos y pequeñas interconexiones en Tesis. En una escena de la película, en la base de datos de los ordenadores de la cámara XT-500, aparece el nombre del propio director.
Otro cameo en la película es cuando aparece José Luis Cuerda, otro de los guionistas de Tesis. Finalmente también se hacen referencias a otras películas como La leyenda del viento del Norte, Mi Idaho Privado y Holocausto Caníbal que aparece como diseño en una camiseta de Chema.

## Postproducción

### Banda sonora
La película Tesis contiene una banda sonora original de Alejandro Amenábar. Con la ayuda del compositor teatral y cinematográfico Mariano Marín, organizaron la música para la película alrededor del año 1996. Marín ha ganado el Premio MAX 2021 a la mejor producción teatral y el Premio MAX 2021 a la mejor producción musical.
No fue la única vez que Amenábar y Marín trabajaron juntos en un proyecto cinematográfico. Mariano Marín compuso e interpretó la banda sonora de Abre los ojos (1997), el largometraje que produjo Amenábar al año siguiente de Tesis (1996).
La banda sonora que acompaña a Tesis se basa en una entrada, un leitmotiv, la música de fondo y finalmente un tema de cierre. Hay un total de unas 19 obras musicales y cada una se adapta a las situaciones de la película, para dar una sensación de terror acompañando a las imágenes. La B.S.O  tiene una total de duración de veintitrés minutos y cincuenta y tres segundos.
Además, el periodista Antonio Sempere compara esta banda sonora con la composición de una ópera. Confirma que Amenábar hace conscientemente la música acorde con la acción de la película y que sigue siempre una línea temporal. Un ejemplo perfecto de esta combinación de sonido y escena es la composición durante el sueño erótico de Ángela con Bosco en la película. En esa escena se pueden escuchar sonidos de música lenta y romántica que plasman la escena.
La productora discográfica encargada de estas composiciones fue Las producciones del escorpión en Madrid (ya extinta).
| Departamento de Sonido | Funciones                      |
| ---------------------- | ------------------------------ |
| Sergio Bürmann         | Operador de sonidos            |
| Manuel Corrales        | Efectos sonoros                |
| Pelayo Gutiérrez       | Editor sonoro                  |
| Alfonso Pino           | Mezcla de sonidos              |
| Jaume Puig             | Consultor                      |
| Nacho Royo-Villanova   | Editor de efectos de sonido    |
| Ricardo Steinberg      | sonido (Goldstein y Steinberg) |

En el departamento de música también se encuentran Mariano Marín (compositor)  y Javier Vacas el encargado de mezclar los sonidos junto con Alfonso Puig.

| Tesis (Original Motion Picture Soundtrack) |                              |          |  |
| N.º                                        | Título                       | Duración |  |
| 1.                                         | «Títulos iniciales»          | 1:27     |  |
| 2.                                         | «Figueroa»                   | 1:17     |  |
| 3.                                         | «Míralo otra vez»            | 1:18     |  |
| 4.                                         | «Bosco»                      | 2:27     |  |
| 5.                                         | «Persecución»                | 3:18     |  |
| 6.                                         | «Sueño»                      | 3:30     |  |
| 7.                                         | «Investigando»               | 1:09     |  |
| 8.                                         | «Castro»                     | 1:57     |  |
| 9.                                         | «Snuff»                      | 1:30     |  |
| 10.                                        | «La princesa y el enano»     | 5:49     |  |
| 11.                                        | «Beso en la discoteca»       | 0:40     |  |
| 12.                                        | «El parque»                  | 0:45     |  |
| 13.                                        | «Ángela encuentra la cámara» | 2:09     |  |
| 14.                                        | «La casa de Bosco»           | 2:04     |  |
| 15.                                        | «Pelea en la cocina»         | 1:19     |  |
| 16.                                        | «El garaje»                  | 1:17     |  |
| 17.                                        | «Me van a matar»             | 1:13     |  |
| 18.                                        | «El hospital»                | 1:05     |  |
| 19.                                        | «Títulos finales»            | 2:33     |  |
| 23:52                                      |                              |          |  |

### Críticas a la BSO
En otros blogs y artículos de internet también se ha criticado la banda sonora original de la película. La web BSOspirit apunta: 'Compuso una efectiva banda sonora a base de ordenador. Con un programita y unos teclados, ambos sacaron a flote un score que junto con las imágenes queda bastante bien pero que al oírlo de forma aislada deja algo que desear.'

## Estreno

### Recepción

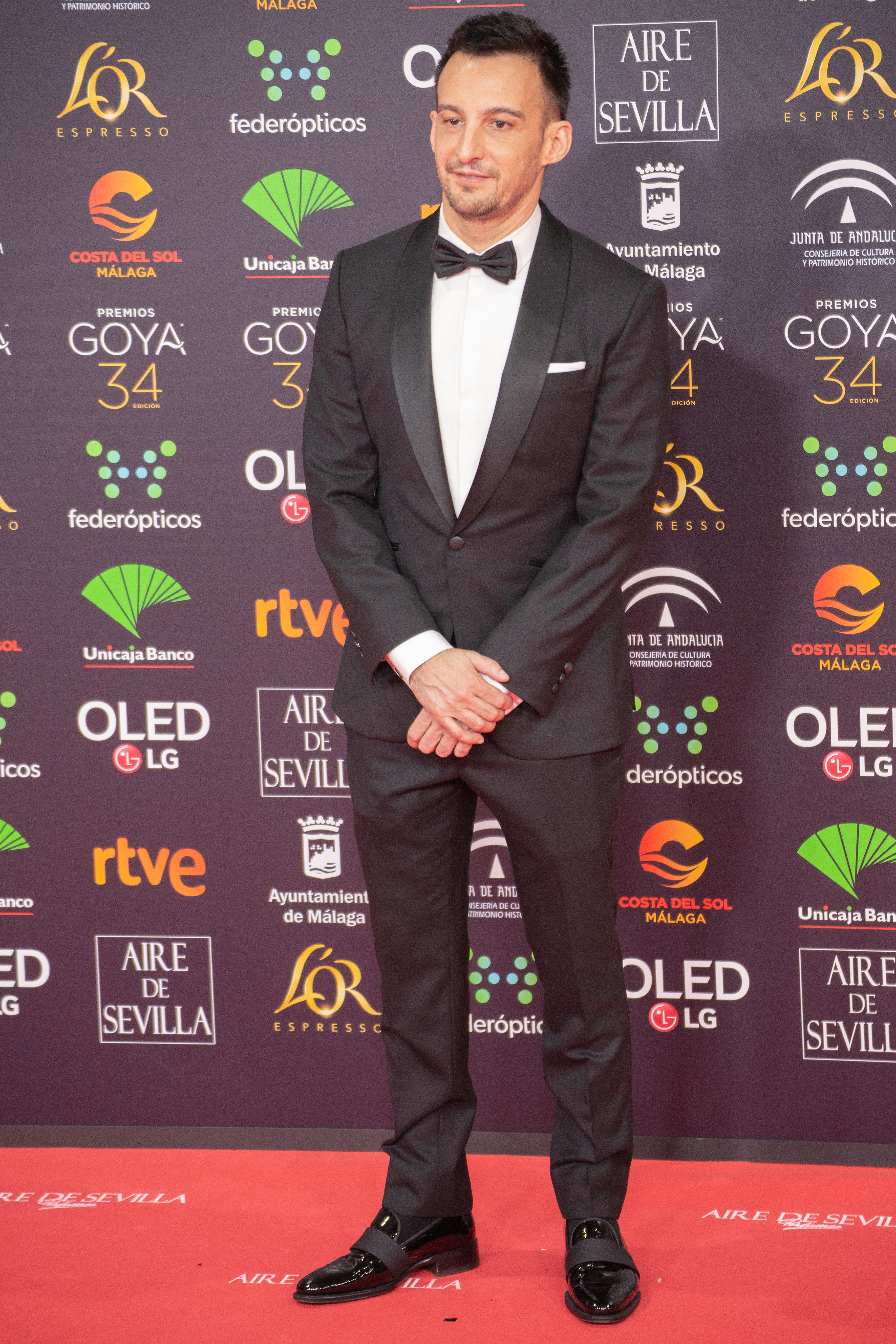
Alejandro Amenábar en la alfombra roja de los Premios Goya

Tesis, en términos generales, gozó de una buena acogida y de críticas mayoritariamente favorables en su natal España, incluso ganando siete de sus ocho nominaciones en los Premios Goya de 1997 (solo faltó el de Mejor Actriz para Ana Torrent). Gracias a los registros del Ministerio de Cultura y Deporte, se puede ver la recepción cinematográfica de Tesis. La película se estrenó el 22 de enero del año 1996 a través de la distribuidora United International Pictures y CIA.S.R.C.
Por un lado la película recibió 258 947 espectadores solo en el año de estreno. También recaudó una abundante cantidad de dinero en ese mismo año; 134 341 176 pesetas (unos 807 406 euros). Finalmente, cuando el Ministerio publicó estos datos en 1997, la película había ganado, desde la fecha de su estreno, un total de 134 377 676 pesetas (unos 807 626 euros).
Tesis se posicionó como la undécima película con más recaudación anual, en 1996. Pero no en todos los lados tuvo tan buena recepción, debido a algunas escenas explícitas durante la película. En México, Argentina, Chile, Estados Unidos y algunas zonas de Francia, la película de Amenábar se censuró. En estos países se cambió incluso el metraje y eliminaron ciertas escenas; se redujo la duración del film de 125 minutos a 116.

### Críticas
En la web de Rotten Tomatoes, Tesis se ha calificado con una nota de 86% acorde con la Tomatometer. Sensacine la posiciona con un 4,2 sobre 5 y recibe críticas positivas como 'Nos deleita con este debate sobre el morbo y la depravación, construye un thriller bien estructurado'. La web de películas, Filmaffinity, hizo una encuesta y con la participación de 94.252 personas, calificaron Tesis con un 7,7. En esa misma web aparecen múltiples críticas de usuarios anónimos que la valoran como sobresaliente. 
Hay varias páginas web que recogen críticas a lo largo de los años. Una de ellas es Espinof, donde la mayoría de opiniones son positivas. El escritor Sergio Benítez opina en esta web: 'Con ésta su ópera prima, Alejandro Amenábar se había alzado de forma categórica como una de las voces más interesantes con las que iba a contar el cine de nuestro país.' La denominan el cum laude  de Amenábar.
Otra página de críticas es Cinemagavia. Expertos y estudiantes de Comunicación Audiovisual ven Tesis como una película de 'buen guion, desarrollado con destreza y una excelente dirección'. Además la puntúan con un 7,5. 
En general son críticas buenas, pero por otro lado también aparecen críticas sobre la poca experiencia como director de Amenábar. 'Eduardo Noriega supone un lastre para el conjunto del film debido a sus escasos recursos expresivos', es una crítica cinematográfica de la web Alohacriticon.
En la revista digital Hobbyconsolas se cuestiona incluso el plagio del guion de Amenábar. 'Dos de sus tres primeras películas son calcos descarados de las novelas Ubik y Vuelta de tuerca, respectivamente. ' 
Periodistas culturales de periódicos como El País también critican Tesis, 'Tiene un grave problema, y es que su guion es sencillamente deplorable' apuntan en la sección de cultura.